# Gimnasio Cubierto de la Efofac
El Gimnasio Cubierto de la Efofac o bien más formalmente el Gimnasio Cubierto de la Escuela de Formación de Oficiales de la Guardia Nacional, o simplemente Gimnasio de la AMGNB o Cancha de la Efofac, es el nombre que recibe una instalación deportiva multipropósito localizada en la base militar de Fuerte Tiuna al sur del Municipio Libertador y al oeste del Distrito Metropolitano de Caracas, al centro norte del país sudamericano de Venezuela. 
Se usa para una variedad de disciplinas deportivas que se realizan bajo techo entre las que se incluyen baloncesto, voleibol, esgrima, Espada, entre otras.
Como su nombre lo sugiere es una propiedad pública que esta bajo la administración de Escuela de Formación de Oficiales de la Guardia Nacional también llamada alternativamente "Academia Militar de la Guardia Nacional Bolivariana".
Ha sido sede de numerosos eventos deportivos tanto militares como civiles, y de tipo nacional e internacional como el Campeonato Nacional Infantil de Esgrima, encuentros de la selección nacional de Baloncesto de Venezuela, o de Cocodrilos de Caracas, uno de los equipos de baloncesto de la capital.